# Jamestown Verrazzano Bridge
Die Jamestown Verrazzano Bridge ist eine 1992 fertiggestellte Straßenbrücke in Rhode Island in den Vereinigten Staaten. Sie führt die Rhode Island State Route 138 (RI 138) von North Kingstown über die West-Passage der Narragansett Bay nach Conanicut Island. 

## Geschichte
Die Jamestown Verrazzano Bridge ersetzte die 1940 eröffnete Jamestown Bridge. Bereits Mitte der 1950er-Jahre erwog man, die weniger als 20 Jahre alte Brücke durch eine zweite Brücke zu ergänzen oder durch einen Neubau zu ersetzen. Die RI 138 wurde als Schnellstraße geplant, die den Interstate 95 mit Newport verbinden sollte. 
In den 1970er-Jahren plante Rhode Island den Bau eines Interstate 895, der die Narragansett Bay überquert hätte, das Projekt war aber kontrovers und wurde deshalb wieder aus der Planung gestrichen. Die freigewordenen Gelder wurden umgehend für die Planung der Jamestown Verrazzano Bridge eingesetzt. Der Vertrag für den Bau der neuen Brücke wurde im Juni 1985 unterzeichnet, es stellte sich aber schnell heraus, dass die Art und Tiefe der ursprünglich vorgesehenen Pfahlfundierung für das Bauwerk ungeeignet war, sodass, nachdem ein Viertel der Brücke fertiggestellt war, der Vertrag im März 1988 aufgehoben wurde. Die Bauarbeiten ruhten fast anderthalb Jahre, bis ein neues Konsortium den Bau der Brücke zu einem höheren Preis fortsetzte. Die Brücke konnte am 8. Oktober 1992 dem Verkehr übergeben werden.

## Bauwerk
Die 7350 Fuß (ca. 2240 m) lange Jamestown Verrazzano Bridge ist nach der Claiborne Pell Newport Bridge die zweitlängste Brücke im Bundesstaat Rhode Island. Sie wurde ungefähr 30 m nördlich der Jamestown Bridge gebaut. Das Bauwerk trägt vier Fahrspuren der Schnellstraße RI 138. Es besteht aus 52 Brückenfeldern, davon gehören 23 zur Hauptbrücke und 29 zu den Vorbrücken, die als Stahlbeton-Plattenbrücken gebaut wurden. Von der Hauptbrücke wurden 15 Stahlbeton-Brückenträger in Davisville vorgefertigt und auf dem Seeweg zur Baustelle gebracht, die übrigen Träger wurden vor Ort hergestellt. Die Brücke über den Hauptschifffahrtskanal hat eine Stützweite von 636 Fuß (ca. 194 m) und bietet in der Mitte des Kanals eine 135 Fuß (ca. 41 m) hohe Durchfahrt.